# Raïssa Maritain

Raïssa Maritain, née Raïssa Oumançoff (en russe, Раиса Уманцова, Raïssa Oumantsova) le 12 septembre 1883 à Rostov-sur-le-Don (Empire russe) et morte le 4 novembre 1960 à Paris 7e, est une philosophe et poétesse d'origine russe naturalisée française. Elle était l'épouse de Jacques Maritain, avec qui elle travailla et dont elle fut la compagne pendant plus d'un demi-siècle, au centre d'un cénacle d'intellectuels catholiques français. Son livre de souvenirs, Les Grandes Amitiés, en relate la chronique. Ce livre a obtenu le prix du Renouveau français. Jacques Maritain, Raïssa et sa sœur Vera (1886-1959) forment ce que l'on appellera « les trois Maritain ».

## Biographie

### Jeunesse
Elle naît dans l'Empire russe, à Rostov-sur-le-Don, dans une famille juive ; ses parents viennent de familles juives hassidiques très pieuses et pratiquantes. Son père dirige un atelier de couture, sa mère accomplit toutes sortes de tâches domestiques. Quand Raïssa a deux ans, sa famille s'installe à Marioupol, au bord de la mer d’Azov. Sa sœur Véra naît en 1886.

Très tôt, Raïssa manifeste une grande envie d'apprendre. À 7 ans, elle est admise au lycée malgré les quotas très limités pour les juifs. Elle admire tout ce qui est lié à l'école et au savoir ; elle réussit très bien ses études.
En 1893, quand elle a dix ans, ses parents décident d’émigrer. Ils veulent assurer l’avenir de leurs deux filles, Raïssa et Vera, ce qui semble difficile en Russie à cause des discriminations antisémites. Le projet initial de leur père est d'aller jusqu'à New York, mais un ami le persuade de s'établir à Paris ; aussi la famille émigre en France, où Raïssa continue sa scolarité dans une école communale du Passage de la Bonne Graine. En deux semaines, elle apprend le français suffisamment bien pour comprendre les leçons et être classée deuxième de la classe. Deux ans plus tard, elle change d’établissement et se prépare à entrer à l'université.

### Jacques Maritain
Elle s'inscrit à la Faculté des sciences de Paris, où elle rencontre Jacques Maritain, licencié en philosophie qui prépare une licence ès sciences. Tous deux se sentent vides et désespérés. Ils apprécient la qualité de l'enseignement qu'ils reçoivent, mais les idées de leurs professeurs ne correspondent pas à leurs aspirations et à leurs questionnements les plus profonds.

« Nous décidâmes donc de faire pendant quelque temps encore confiance à l’inconnu ; nous allions faire crédit à l’existence, comme à une expérience à faire, dans l’espoir qu’à notre appel véhément le sens de la vie se dévoilerait, que de nouvelles valeurs se révéleraient si clairement qu’elles entraîneraient notre adhésion totale, et nous délivreraient du cauchemar d’un monde sinistre et inutile. Que si cette expérience n’aboutissait pas, la solution serait le suicide ; le suicide avant que les années n’aient accumulé leur poussière, avant que nos jeunes forces ne soient usées. Nous voulions mourir par un libre refus s’il était impossible de vivre selon la vérité. »

En 1904, elle passe ses vacances dans un village du Loiret avec sa famille et Jacques Maritain. Les normes de l'hygiène n'étant pas respectées à l'auberge où ils logent, Raïssa souffre d'un mal de gorge. On diagnostique un phlegmon rétro-pharyngien, maladie à l'origine des problèmes de santé qu'elle éprouvera jusqu'à la fin sa vie et qui l'empêcheront d'avoir une occupation régulière.
Les cours d'Henri Bergson au Collège de France, que Maritain et Raïssa commencent à fréquenter sur le conseil de leur grand ami Charles Péguy, les aident à sortir de ce désespoir en leur permettant de pressentir l'existence de la vérité objective et une « possibilité même du travail métaphysique »

### Conversion au catholicisme
Quelque temps après leurs fiançailles en 1904, ils rencontrent Léon Bloy qui devient leur grand ami, et se convertissent au catholicisme. Leur baptême, ainsi que celui de sa sœur Véra, a lieu, le 11 juin 1906, à l’église Saint-Jean de Montmartre, avec Bloy comme parrain. 
Après sa conversion, Raïssa se sent appelée à avoir une vie contemplative, laquelle est alors réservée aux religieuses. Avec l'aide de son mari Jacques et de sa sœur Vera, elle parvient à trouver un équilibre entre sa vie de prière et sa place dans le monde.
Jacques et Raïssa Maritain choisissent Humbert Clérissac, dominicain, comme leur premier directeur spirituel. Après la mort de celui-ci, un autre dominicain, Réginald Garrigou-Lagrange, devient leur père spirituel et leur ami.
Raïssa et Jacques Maritain noueront une grande amitié avec Jean Bourgoint, cistercien qui ira soigner les lépreux — ils ont laissé une correspondance. Jean Bourgoint resta très affecté par la mort de Raïssa le 4 novembre 1960 à Paris.

## Style littéraire
Pour Stanislas Fumet, les poésies de Raïssa Maritain ont « une extrême délicatesse de touche, une remarquable pureté de forme et l’accent d’une profonde authenticité ».
Raïssa Maritain, dans ses écrits, adopte un style littéraire marqué par la simplicité, la profondeur spirituelle et une grande clarté. Influencée par son mari, elle intègre des éléments de la pensée chrétienne et de la philosophie.
Son écriture est souvent introspective, cherchant à exprimer des réflexions personnelles sur la foi, l’amour et la condition humaine. Elle privilégie la fluidité et la sincérité, avec une attention particulière à la beauté de la langue et à la poésie, notamment dans ses mémoires et correspondances.

## Publications
Essais
- De mœurs divines, Librairie de l'art catholique, Paris, 1921
- De la vie d’oraison, Librairie de l'art catholique, Paris, 1925
- Le Prince de ce monde, Plon, Paris 1929
- L'Ange de l'École, ou Saint Thomas d'Aquin raconté aux enfants, Alsatia, Paris, 1957
- Marc Chagall, Éditions de la Maison française, New York, 1943
- Léon Bloy, Pilgrim of the Absolute, Pantheon Books, New York-London, 1947
- Les Grandes amitiés, coll. « Livre de vie », Desclée de Brouwer, 1949
- Liturgie et contemplation, Desclée de Brouwer, Paris, 1959
- Journal de Raïssa, Desclée de Brouwer, Paris, 1962

Poésie
- La Vie donnée, Labergerie, Paris, 1935
- Lettre de nuit, Desclée de Brouwer, Paris, 1939
- Portes de l'horizon, Monastère Regina Laudis, Bethlehem (Connecticut), 1952
- Poèmes et essais, Desclée de Brouwer, Paris, 1968